# Sarandí (Buenos Aires)
Sarandí é uma cidade da Argentina localizada na província de Buenos Aires, situada na área metropolitana de Gran Buenos Aires, no Distrito de Avellaneda.
Muito divulgada pela presença do Arsenal Fútbol Club, também conhecido como "Arsenal de Sarandí".